# Labda
Labda foi uma mulher de Corinto, mãe do tirano Cípselo.
Corinto era governado pela oligarquia dos baquíadas, que apenas casavam-se entre si. Um deles, Anfião, tinha uma filha coxa, chamada Labda, que não conseguiu arrumar marido entre os baquíadas, casando-se com Eetion, filho de Echecrates, da deme de Petra e por origem um lápita, da raça de Caineus.
Eetion não tinha filhos, e consultou o Oráculo de Delfos, que respondeu que seu filho governaria Corinto. Esta profecia estava de acordo com uma profecia anterior que os baquíadas não tinham entendido, e que agora fazia sentido; assim, eles decidiram que os filhos de Eetion deveriam ser mortos.
Quando nasceu um bebê, foram enviados dez homens à casa de Labda, e o primeiro que recebesse o bebê deveria matá-lo, jogando-o ao chão. Por sorte, quando Ladba entregou o bebê, ele sorriu, e o primeiro homem teve compaixão, e passou-o ao segundo homem, e assim por diante, o bebê passando por todos, que, ao final, o devolveram à mãe. Ao sairem da casa, eles discutiram, e resolveram voltar para matar o bebê, mas Labda ouviu tudo, e escondeu o bebê em uma urna de cereal. O bebê não foi encontrado, e foi chamado de Cípselo, pelo local onde ele foi escondido.